# Castello di Vilsegg
Il Castello di Vilsegg (in tedesco Burg Vilsegg) è un'antica fortificazione nello stato austriaco del Tirolo che si trova a circa un chilometro a nord-ovest della cittadina di Vils, tra Pfronten e Füssen, a poche centinaia di metri dal confine austro-tedesco.

## Posizione
Le rovine del castello in collina si trovano a circa 60 metri sopra la valle di Vils su una montagna rocciosa alta 887 metri ai margini dei monti Salober, che corrono lungo il confine tra Germania e Austria. 
La collina del castello scende in maniera ripida su tutti i lati; quindi la fortezza era molto difficile da attaccare nonostante la sua posizione relativamente bassa sopra la valle. Vilsegg si trova a circa 350 metri più in basso rispetto al suo vicino castello sul lato tedesco del confine - il Falkenstein.

## Storia
Nel 1263, Enrico di Vilsegg, un Dienstmann dei signori di Hohenegg, fu menzionato come presente al castello. Gli Hohenegg erano, a loro volta, vassalli (Lehnsmänner) del vescovado di Kempten. Il castello fu probabilmente costruito intorno al 1220/1230 ed è uno dei più importanti esempi di architettura Hohenstaufen in Tirolo. 
I ministeriali di Vilsegg furono menzionati l'ultima volta nel 1314, dopo di che gli stessi Hohenegg occuparono il castello. 
All'inizio del XIV secolo il conte Mainardo II del Tirolo cercò di ampliare il suo territorio a spese dei suoi vicini. Conquistò diversi castelli appartenenti agli Hohenegg, come il vicino castello rupestre di Loch vicino a Pinswang, tuttavia, Vilsegg mantenne questo almeno fino al 1408 come feudo del vescovado di Kempten. Infine il vescovo infeudò il duca d' Austria con il castello e la signoria, entrambi concessi come afterlehen agli Hohenegg. 
Nel 1671, John Francis, l'ultimo degli Hohenegg, morì e il feudo fu restituito all'Austria; l'imperatore romano-tedesco era quindi legalmente un diretto vassallo del vescovado nei confronti della Baronia di Vilsegg. Il castello fu occupato almeno fino al 1709 dai governatori austriaci (Pfleger), ma è mostrato in una mappa del 1774 come in rovina. 
Nell'anno 1806 fu trasferito al Regno di Baviera, ma nel 1816 la città, il castello e la baronia furono restituiti all'Austria in seguito al Congresso di Vienna. 
Nel 1939 gran parte delle mura crollarono durante un terremoto (ad esempio il muro est del bergfried con il suo ingresso sopraelevato). Nel 1953 il bergfried fu messo in sicurezza dal Dipartimento federale austriaco dei monumenti. Attualmente vengono scoperti e riparati i rimanenti resti murari dei palas e delle difese del castello.

## Descrizione
Del castello relativamente piccolo, poco rimane a parte i possenti resti del bergfried. 
Un ripido sentiero conduce dalla Cappella di Sant'Anna sotto il castello all'ex porta esterna. Il muro fino al bergfried è in gran parte sopravvissuto. Dopo altri 50 metri di ripida salita il visitatore raggiunge i pochi resti della cinta muraria e dei palas. A ovest e un po' più in alto si innalzano gli imponenti resti del bergfried quasi quadrato che misura 10,7 x 10,1 metri. La possente torre sembra essere stata abitata, almeno per un po' di tempo, come testimoniano le aperture delle finestre, e originariamente aveva quattro piani non coperti e una piattaforma di combattimento merlata. Successivamente, l'altezza della torre fu aumentata e coperta con un tetto a due falde. Lo spessore delle pareti dei piani inferiori è di poco inferiore ai 2 metri; la parete est è scomparsa a seguito del terremoto del 1939.